# Monk Fryston
Monk Fryston – wieś w Anglii, w hrabstwie North Yorkshire, w dystrykcie (unitary authority) North Yorkshire. Leży 25 km na południowy zachód od miasta York i 261 km na północ od Londynu. W 2001 miejscowość liczyła 1548 mieszkańców.